# Testone (famiglia)
I Testone o de' Testoni, oggi Testoni Blasco, sono una famiglia abruzzese di antica nobiltà, che ricoprì un ruolo di rilievo all'Aquila dal XVI secolo. Dalla fine del XVII secolo in poi, trapiantata in Sicilia, fu molto influente a Sciacca. È stata più volte ricevuta nel Sovrano Militare Ordine di Malta per avita nobiltà ereditaria.

## In Aquila
Il cognome originario della famiglia, le cui prime tracce risalgono, documentatamente, alla seconda metà del secolo XV, fu Rasuro, ma venne presto sostituito dal soprannome Testone – cognome col quale sarà conosciuta – dal nome della moneta, il testone appunto, coniata da alcuni Stati italiani nella prima metà del XV secolo, in considerazione delle cospicue ricchezze accumulate dalla famiglia, prima con il commercio e l'intermediazione dello zafferano - attività che li vedrà impegnati, sulle piazze di Aquila e Lanciano, per diverse decine di migliaia di ducati - e dopo con la proprietà di una cartiera e la relativa produzione e commercializzazione della carta. Il testone, rispetto al ducato, recava impressa la testa del sovrano di maggiori dimensioni, di profilo, egualmente raffigurata nello stemma della famiglia, posto nella cappella gentilizia, intitolata a San Giuseppe, che trovasi nella navata sinistra della basilica di San Bernardino.

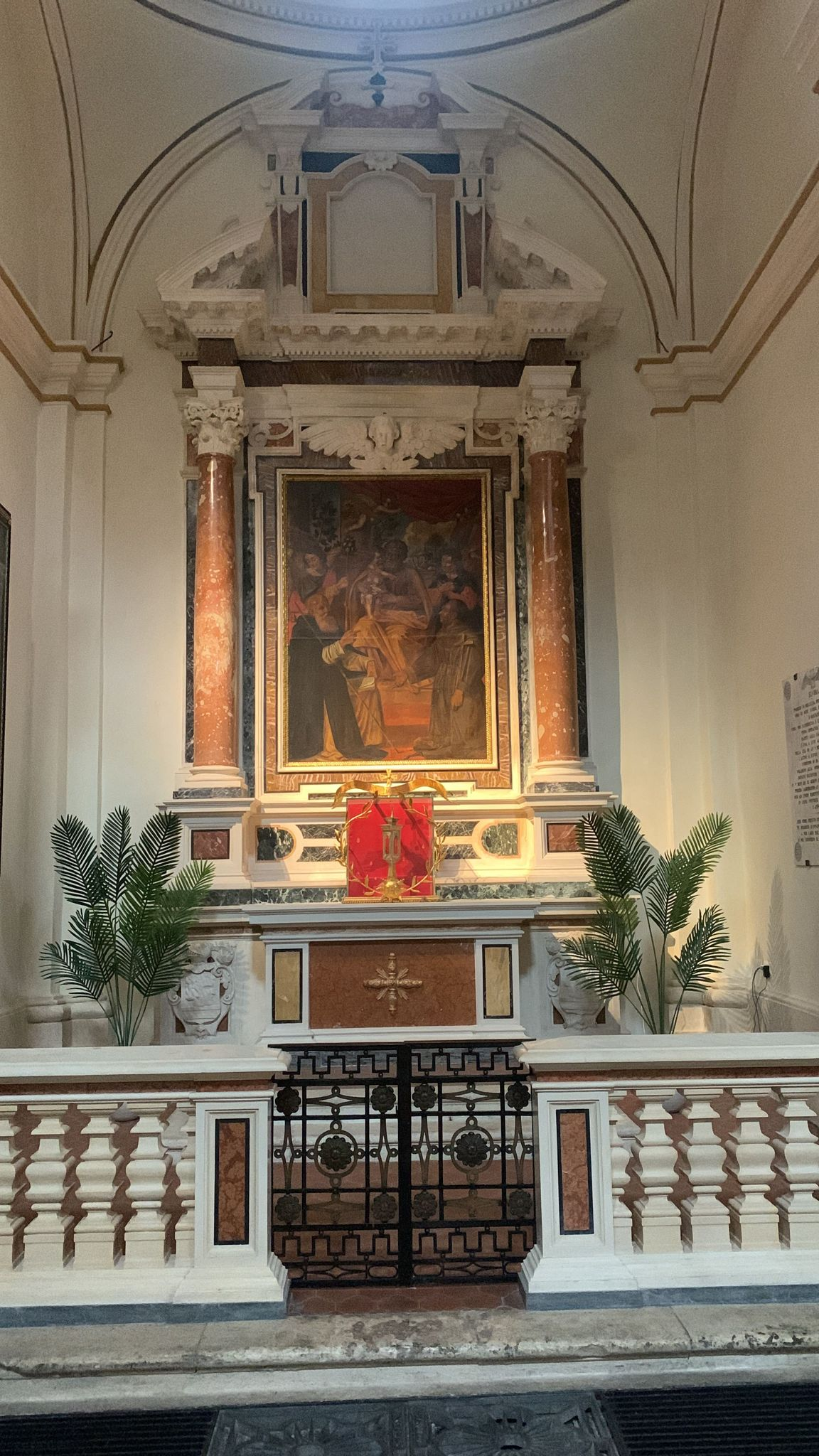
La cappella Testone nella Basilica di San Bernardino in Aquila

Il primo della famiglia di cui si ha notizia è Geronimo, la cui data di nascita va collocata intorno al 1475. Questi, padre di Giovanni Battista, appare tra i proprietari fondiari della città dell'Aquila del 1500. Trattasi dell'atto 17 marzo 1568 in notar Giuseppe Margico da Aquila, in relazione ad una grande casa padronale con giardino, di cui si conserva evidenza nella mappa catastale dell'Aquila e che corrisponde all'odierna area compresa fra corso Vittorio Emanuele, via Cavalieri di Malta, piazza della Commenda, via Poggio Picenze e via Giuseppe Verdi.
Con i fratelli Giovan Vincenzo Testone e Giovan Francesco Testone, figli di Giovanni Battista, Consiglieri del Reggimento della Città di Aquila, nel 1589 la famiglia figura nell'elenco dei garanti presentati dal banchiere fiorentino Andrea Ardinghelli all'Autorità Vice-regia: i predetti germani, tra i cinque proprietari del paese di Tione degli Abruzzi, garantirono, più di ogni altro, per 4.000 ducati, il pagamento dei debiti della Città.
La famiglia fu protagonista, con i fratelli Alessandro, Diego, eletto nel 1642 rappresentante dei nobili della Città per il quarto di San Giorgio, Michelangelo, incaricato del Regio Fisco, Loreto, Giacinto, Consigliere del Reggimento della Città di Aquila, e Giuliano, – tutti figli di Giovan Vincenzo – della più cruenta guerra civile che funestò l'Aquila nel 1600: nel conflitto, i Testoni aderirono alla fazione dei Bonanni, famiglia della quale furono i principali alleati, in aperto contrasto con le casate Pica, Rivera e Alferi.
La contesa terminò con la pace, siglata nel 1626, che impose la vendita della terra di Ocre da Alessandro Pica ad Andrea Bonanni, che ne divenne barone. Poco tempo trascorse che gli animi si riaccesero tra le opposte fazioni e, negli scontri che ne seguirono, perse la vita il maggiore dei fratelli Testone, Alessandro.
La famiglia godette del diritto di sepoltura nella Basilica di San Bernardino, in Aquila, con relativa cappella gentilizia, dedicata a San Giuseppe: fatta erigere da Giuliano Testone nel 1662, questa è ricca di particolari architettonici tra cui lo stemma famigliare applicato sui due lati dell'altare.

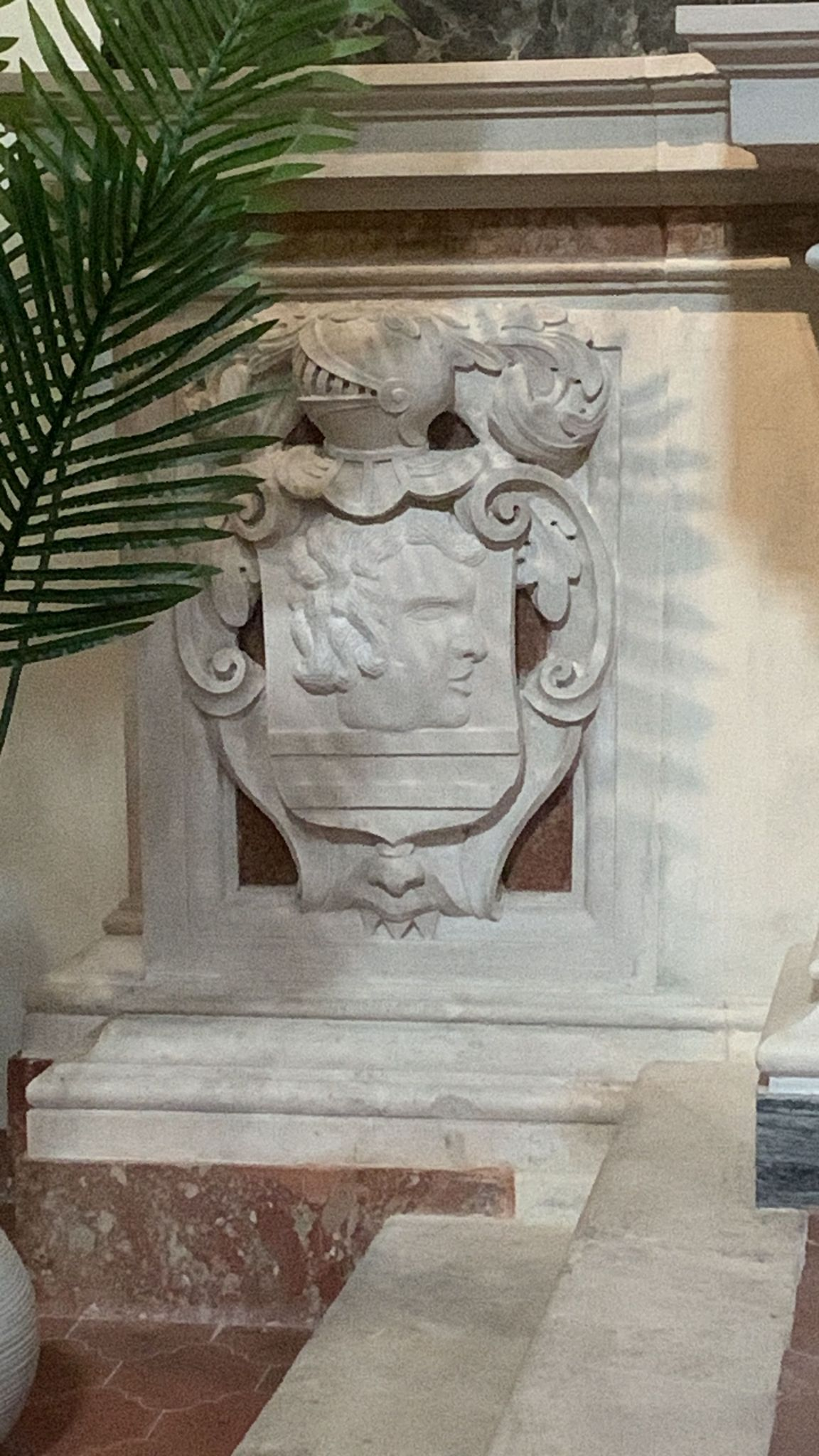
Stemma della famiglia Testone - in basso a sinistra dell'altare

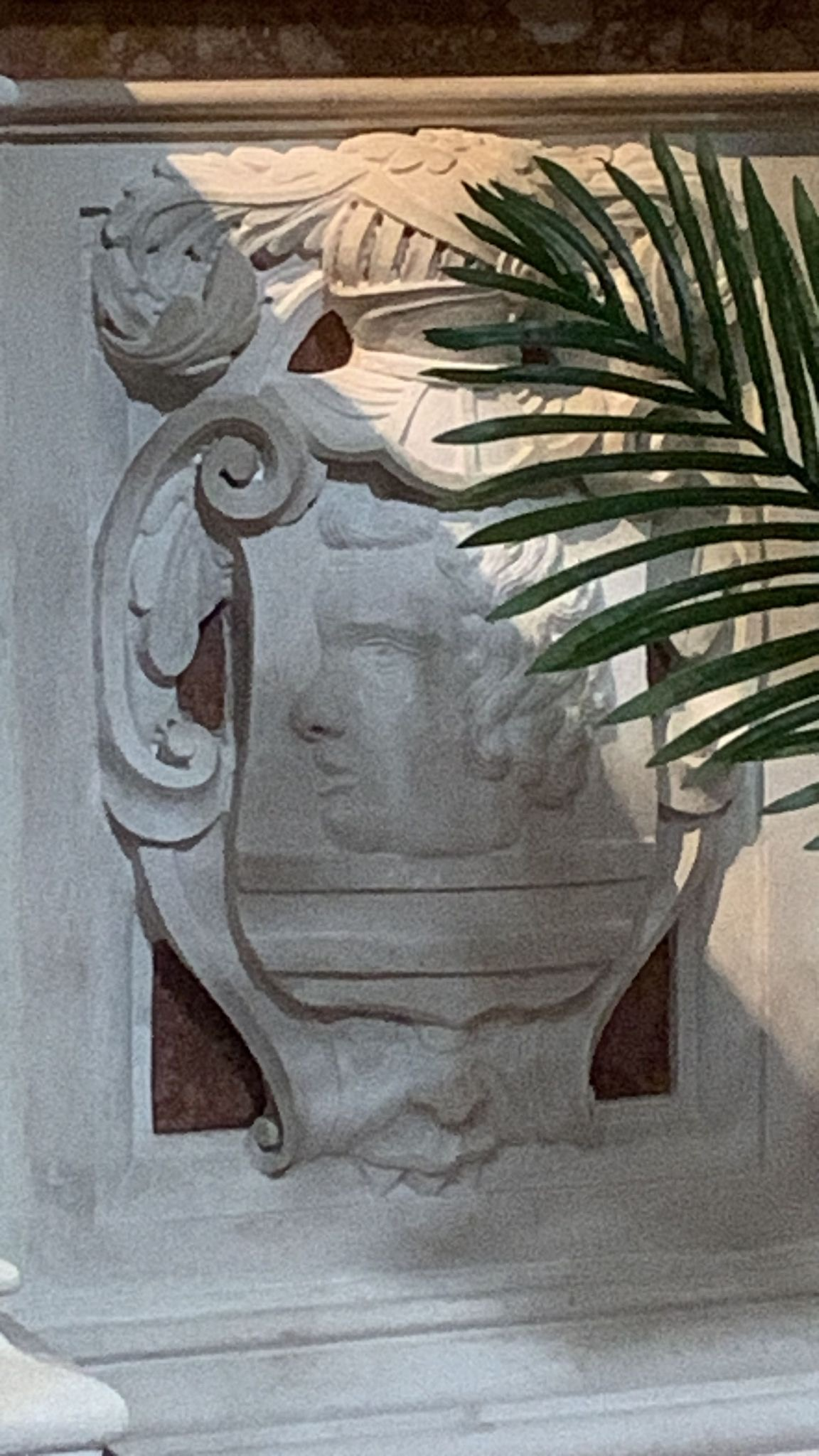
Stemma della famiglia Testone - in basso a destra dell'altare

Ignazio Testone, figlio di Giacinto (di Giovanni Vincenzo, di Giovanni Battista, di Geronimo), nato e battezzato all’Aquila, nella Parrocchia di Santa Giusta, il 26 febbraio 1653, si trasferirà nella città di Sciacca, decima ed importantissima città demaniale, alla fine del XVII secolo, sposandosi cola’.

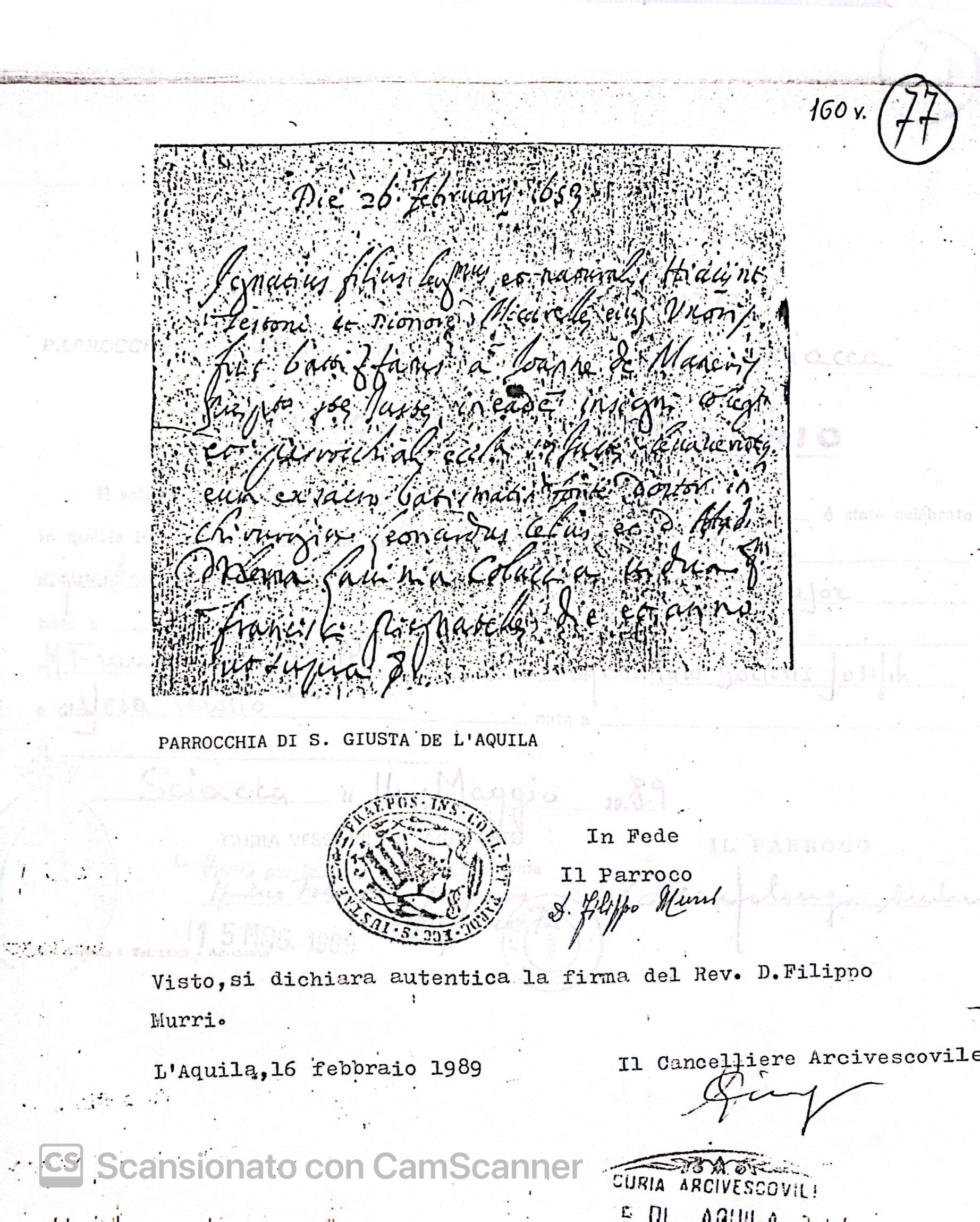
atto di battesimo di Ignazio Testone

## In Sciacca
Le prime notizie della famiglia in Sicilia risalgono al 23 ottobre 1685, data del testamento dell'abate Michele Blasco e Perollo, il quale dispose di voler essere seppellito all'interno della chiesa del convento San Francesco "et in cappella D. Testoni" che la famiglia, prima di allora assolutamente sconosciuta a Sciacca, aveva fatto realizzare in vista del suo arrivo in Sicilia.

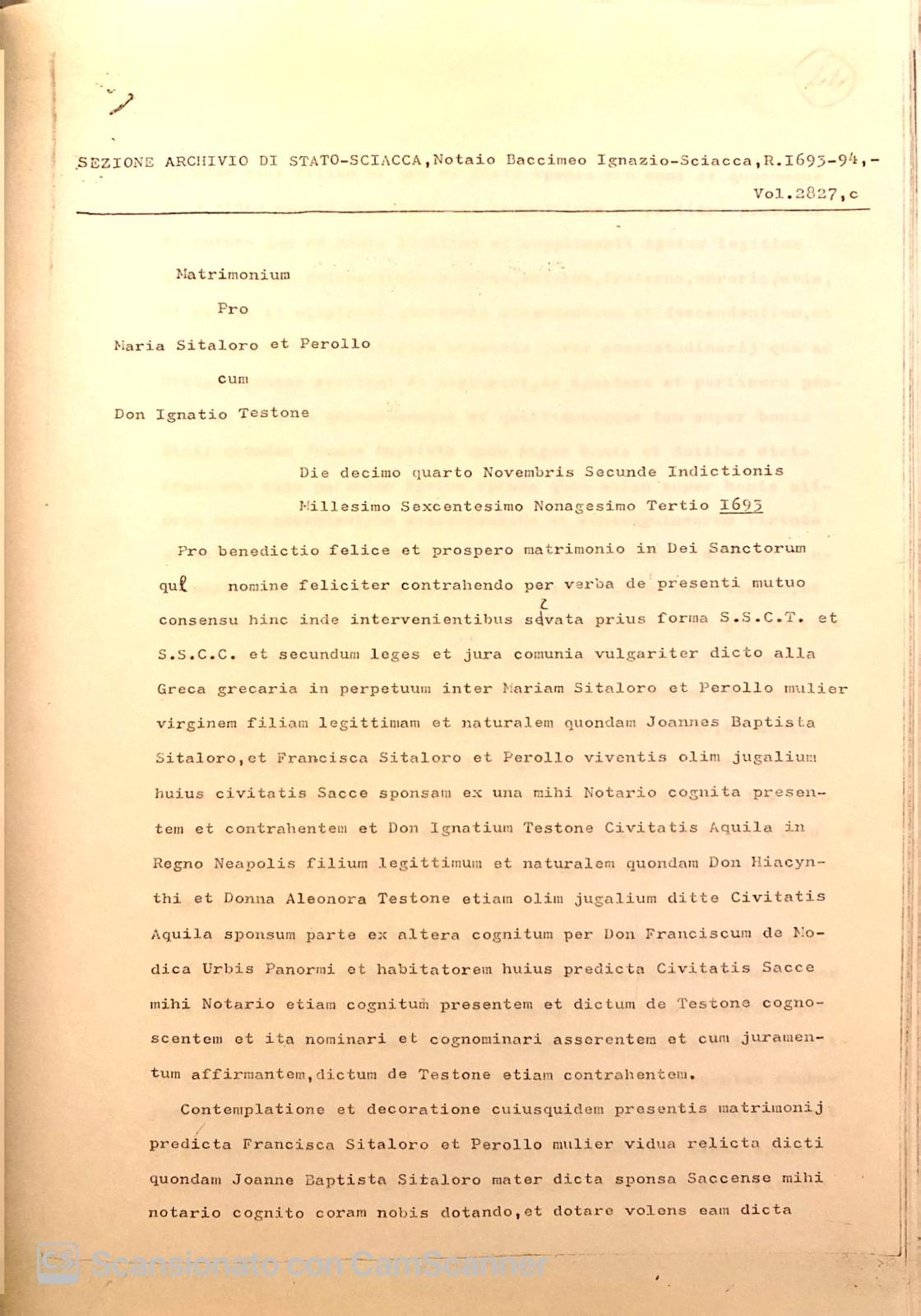
Promessa di matrimonio tra Maria Sitajolo e Perollo con Don Ignazio Testone

Con il matrimonio tra Don Ignazio Testone Civitatis Aquila in Regno Neapolis filium legittimum et naturalem quondam Don Hiacynthi et Donna Aleonora Testone etiam olim iugalium ditte Civitatis Aquila e Maria Sitajolo e Perollo, celebrato in Sciacca il 16 marzo 1694, la famiglia si trasferisce definitivamente in questa città.
Dal predetto matrimonio tra la ricca e unigenita Maria Sitajolo e Perollo e il gentiluomo Ignazio Testone, nacque, tra gli altri, il pittore Gaspare Testone, primo maestro di Mariano Rossi, illustrato nei resoconti dei loro rispettivi viaggi in Sicilia da Jean-Pierre Houël, da Johann Hermann von Riedesel e da Henry Swinburne.
Don Michele Testone e Sitajolo andò sposo all'ultima rappresentante della famiglia Blasco di Sciacca, che intervenne al Consiglio della Città nel Caso di Sciacca ed al cui ramo appartengono Antonio Maria, Castellano del Regio Castello di Sciacca nel 1411, Aghesio vice ammiraglio della Gran Corte nel 1528, e l'abate Michele. In virtù del citato matrimonio celebrato in Sciacca, addì 16 agosto 1745, i Testoni hanno ereditato sia il patronato della Chiesa di San Cataldo, sia l'avello gentilizio nella Chiesa di San Francesco, e dopo antico uso ne hanno aggiunto il cognome e l'arma.

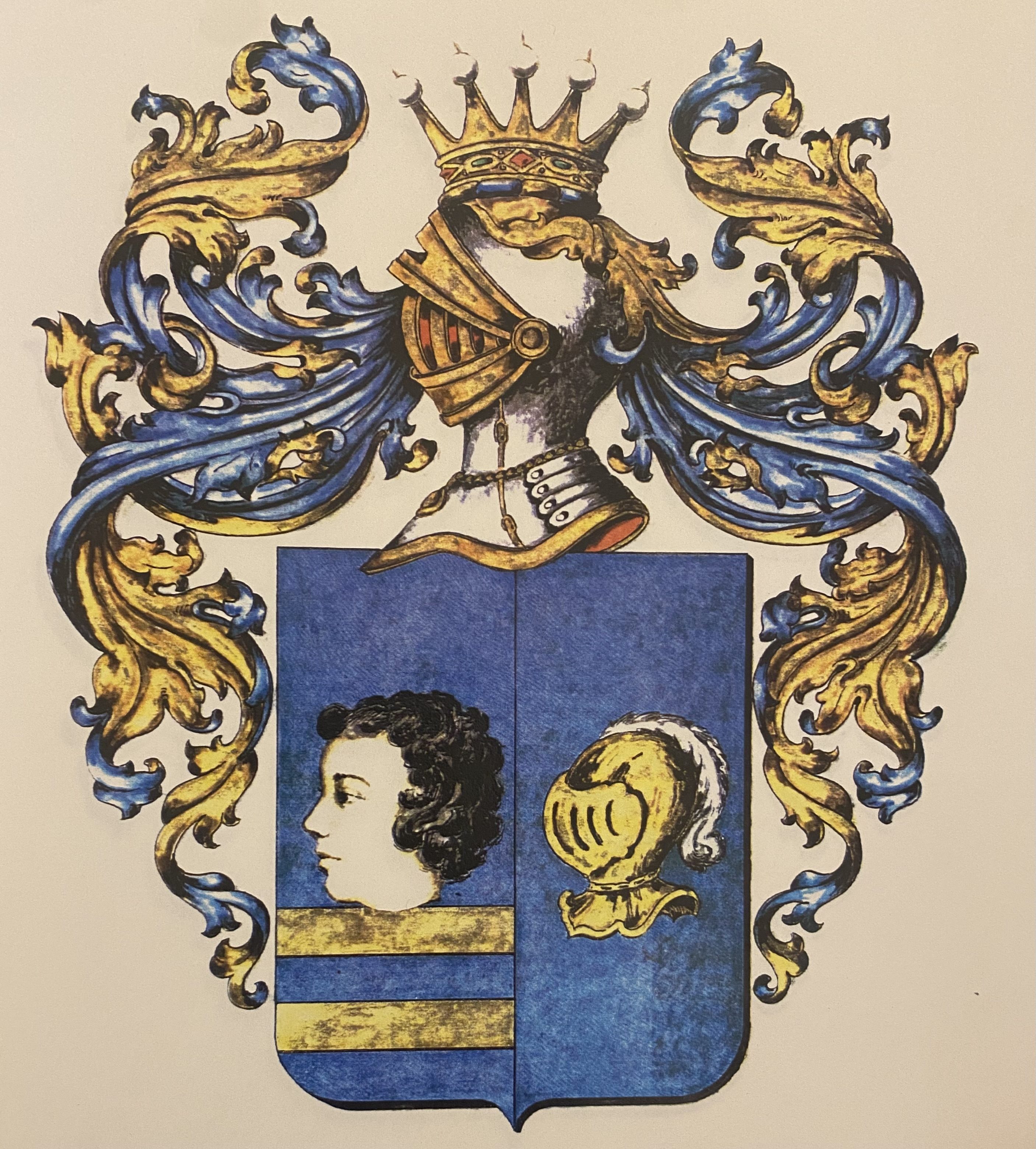
stemma Testoni Blasco

Con atto notaio Nicolò Lombardo del 7 gennaio 1769, Don Ignazio Testone e Perollo fu successore per diritto di primogenitura in due fedecomessi: l’uno disposto da Donna Eleonora Perollo dei baroni dello Carabo (oggi Carboj), con testamento notaio Nicolò Randazzo del 15 marzo 1451, e l’altro disposto da Gaspare Perollo, barone di Culla, con testamento notaio Benedetto Baccimeo del 20 settembre 1515.

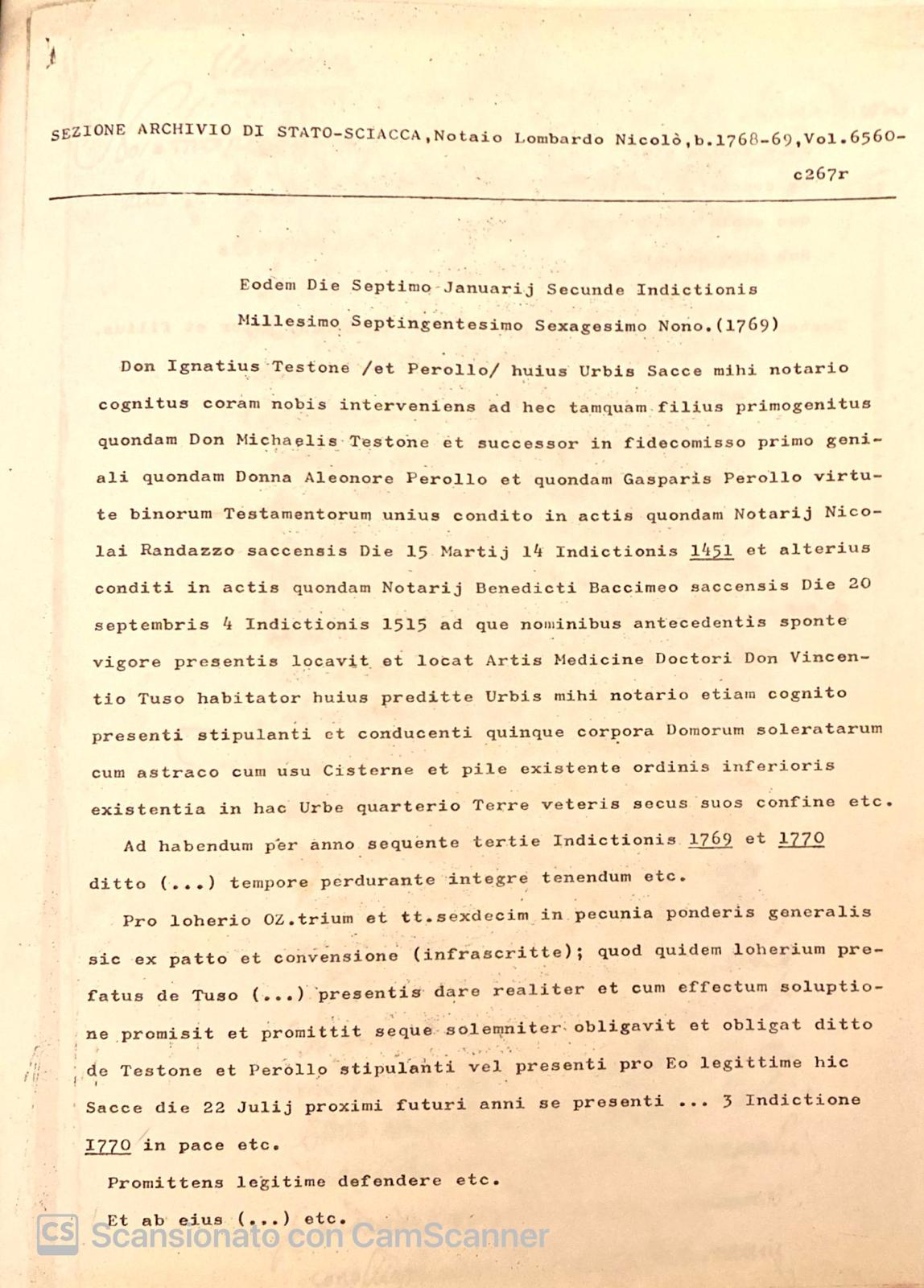
Accettazione di fedecomesso da parte di Don Ignazio Testone et Perollo

Nel 1808-1809 Don Ignazio Testone e Blasco di Sciacca, fu Senatore della Città di Sciacca e sposò Paola Genova e Aronedei baroni di Cutumino. Da questa unione nacque Michele, il quale ebbe a coniuge Giovanna Battista Imbornone e Tagliavia. Da quest'altra unione nacque Ignazio, che sposò Teresa Ficani dei baroni di Muxarello e Minavento. Da questa terza unione nacque Ferdinando, marito di Maria Abisso, figlia dell’avvocato Onofrio (Onorio) e sorella dell’On. Angelo Abisso, avvocato, magistrato e Senatore del Regno d’Italia.

## Arma
Stemma partito: nel 1° d'azzuzzo, alla testa umana di
carnagione posta di profilo, crinita di nero, sostenuta dalla gemella d'oro abbassata e posta in fascia (Testone o Testoni); nel 2° d'azzurro, alla celata chiusa d'oro, graticolata di quattro pezzi, posta in terza e  ornata da una piuma d'argento (Blasco di Sciacca).